# Лёш, Клаудия

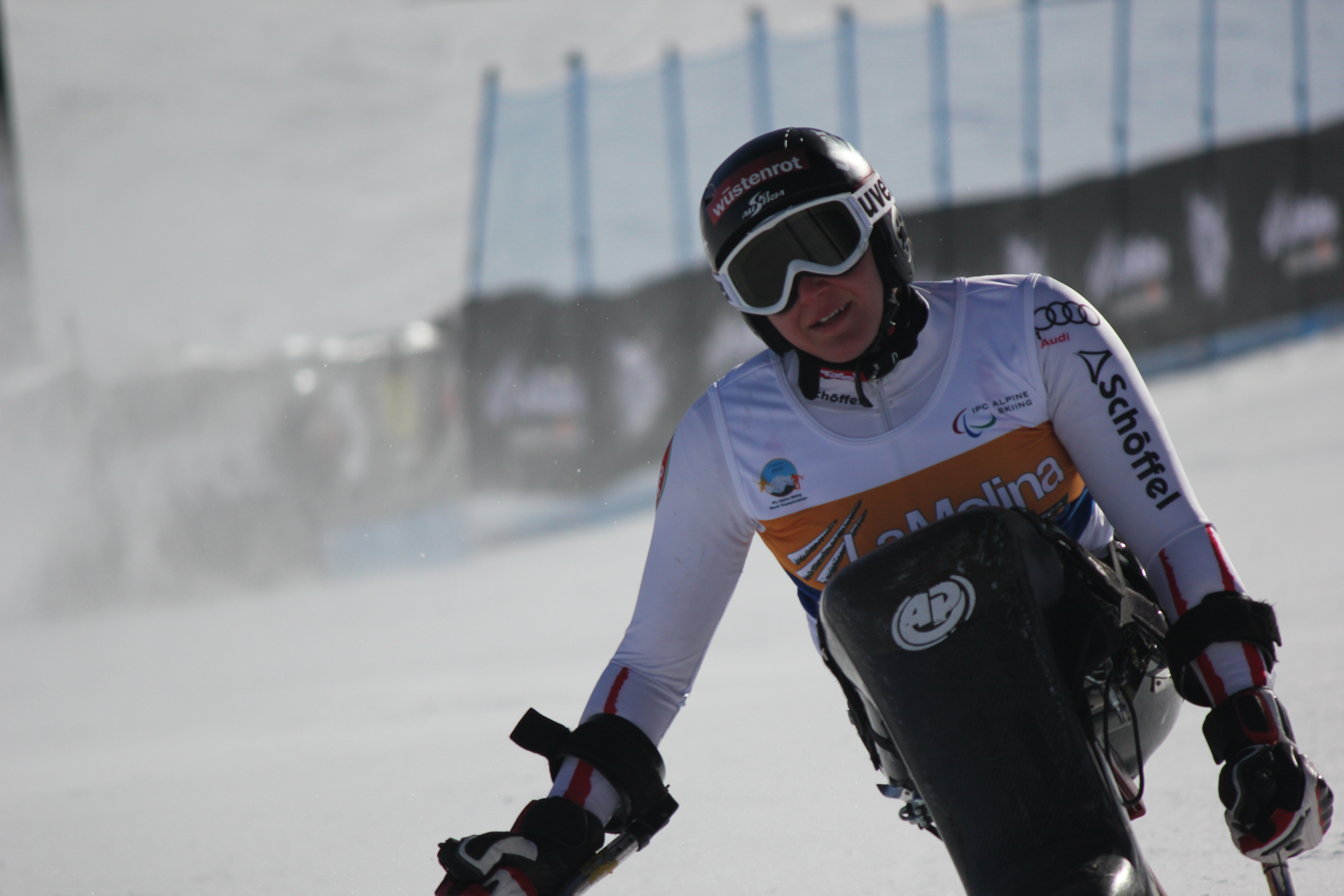
Клаудия Лёш на Олимпиаде в Сочи

Клаудия Лёш (нем. Claudia Lösch, родилась 19 октября 1988 года в Вене) — австрийская паралимпийская горнолыжница, двукратная чемпионка Паралимпийских игр 2010 года, шестикратная чемпионка мира; призёр Паралимпийских игр 2006, 2010 и 2014 годов.

## Биография
Клаудия Лёш родилась в 1988 году в Вене. В 1994 году после автокатастрофы она потеряла обе ноги. Выросла в Пёлле, окончила в 2007 году школу в Хорне и поступила в университет Инсбрука, где изучала политологию. С 2002 года выступает за горнолыжную сборную Австрию (сидячие спортсмены).
Первым успехом Клаудии в этом виде спорта стала бронзовая медаль на Паралимпиаде в Турине (скоростной спуск), а вскоре последовали победы на Паралимпийских играх 2010 года в Ванкувере в слаломе и супергиганте (также были серебряная медаль в суперкомбинации и бронзовая в скоростном спуске). Участвует регулярно в Кубке мира, выигрывала его в сезонах 2008/2009 и 2009/2010; не раз выигрывала Кубок Европы. В 2014 году на Играх в Сочи завоевала серебряные медали в супергиганте и гигантском слаломе. Клаудия также завоевала ряд наград на чемпионатах мира, причём в 2013 году на чемпионате мира в Испании она взяла три золотые медали, а в 2015 году выиграла четыре медали чемпионата мира, из них три золотые.
Помимо лыжного спорта, Клаудия интересуется также большим и настольным теннисом, а также играет за паралимпийский баскетбольный клуб «Тироль». Проживает в Инсбруке.

## Достижения
- Победительница Кубка Европы: 2003/2004, 2004/2005, 2005/2006.
- Победительница Кубка мира: 2008/2009, 2009/2010.
- Чемпионка мира: 2013 (три золотые медали), 2015 (три золотые медали)
- Олимпийские игры:
  - Чемпионка (2010)
  - Серебряный призёр (2010, 2014)
  - Бронзовый призёр (2006, 2010)